# Junkers K 37
Junkers S 36 là một loại máy bay chở thư hai động cơ được phát triển ở Đức cuối thập niên 1920, sau đó được phát triển thêm thành máy bay quân sự đa năng ở Thụy Điển dưới tên gọi K 37.

## Tính năng kỹ chiến thuật (K 37)
Đặc điểm tổng quát
- Kíp lái: 3
- Chiều dài: 37 ft 5 in (11.40 m)
- Sải cánh: 65 ft 9 in (20.05 m)
- Chiều cao: 15 ft 1 in (4.60 m)
- Diện tích cánh: 583 ft2 (54.2 m2)
- Trọng lượng rỗng: 5.720 lb (2.600 kg)
- Trọng lượng có tải: 9.900 lb (4.500 kg)
- Động cơ: 2 × Bristol Jupiter VI, 590 hp (440 kW) mỗi chiếc

Hiệu suất bay
- Vận tốc cực đại: 140 mph (224 km/h)
- Tầm bay: 530 dặm (850 km)
- Trần bay: 23.000 ft (7.000 m)

Vũ khí trang bị
- 3 × súng máy 7,7 mm (.303 in)
- 500 kg (1.102 lb) bom